# 所有せざる人々
『所有せざる人々（英語: The Dispossessed）』は1974年に発表されたアーシュラ・K・ル＝グウィンによるユートピア小説、SF小説。1975年のヒューゴー賞 長編小説部門、ネビュラ賞 長編小説部門、ローカス賞 長編部門、ジュピター賞を受賞しており、『闇の左手』と共にル＝グウィンの代表作の1つに挙げられる。
リバタリアンSFとしても評価されており、1993年にはプロメテウス賞殿堂賞を受賞した。

## あらすじ
恒星タウ・セティには、アナレスとウラスという二重惑星があった。
このうち、アナレスは200年近く前に、オドー主義者という政治的な亡命者たちが開拓したものであり、ウラスと比べると荒涼としていた。
ある日、シェヴェックという人物が、一般時間理論の完成を夢見て、アナレスからウラスへと向かった。シェヴェックは当時頭角を現しつつあった若手の物理学者で、論文の交換などを通じてウラスの物理学界とも交流があり、彼の理論に着目したウラスの物理学界の招きを受けたものだった。アナレスの住民の多くは彼を裏切者と罵り、宇宙港での暗殺も試みられたが、混乱した群衆により結果的に阻まれてしまった。
物語では、ウラス到着後のウラスでの物語と、ウラスへ出発するまでのアナレスでの物語が交互に語られる。

### ウラスでの物語
ウラスでシェヴェックを迎え入れたのは資本主義的で階級社会的な国家ア=イオの大学だった。シェヴェックはきらびやかなア=イオの社交界を体験するが、その中でやがて、自身の理論が発表されたあかつきにはそれが人類全体のものではなく、ア=イオの国家所有物となることに気づき、大学を出奔する。
ア=イオで身寄りのない彼が頼ったのはア=イオの労働階級の人々だった。そしてア=イオの労働者たちもまた200年前に自由を勝ち取ったオドー主義者の末裔であるシェヴェックと対面することを望んでいた。
ア=イオと隣国スーの間で起きた戦争による徴用に反対する労働者たちはストライキを計画し、そこでシェヴェックは演説を行なう。しかしア=イオ政府はこのストライキを弾圧し、行き場を失ったシェヴェックは、ウラスに駐在する異星（地球）の大使館へと助けを求める。大使の仲介によってシェヴェックは自身の理論を異星を含めた全人類に公開し、アナレスへと帰還するのだった。

### アナレスでの物語
母親と離別して父親に育てられたシェヴェックはやがて物理学に目覚め、従来の連続性時間物理学とは異なる同時性時間物理学を発展させていく。しかしアナレスでは理解者は少なく、シェヴェックはウラスの物理学者との手紙でのやり取りによってウラスに知己を得ていく。
やがてシェヴェックは妻と子供を得る。シェヴェックは自身の理論を発表しようとするが、所属する組織の実力者は論文の出版を拒否し、また教員としての職からも排除される。またちょうど起きていた異常気象による大旱魃によってアナレス社会は貧窮し、シェヴェックも家族から離れて必要とされる遠隔地での肉体労働へと赴く。
数年を経て家族と再会したシェヴェックはオドー主義の理想が変質しつつあること、アナレス社会が閉塞していく雰囲気を感じ取り、妻や友人とともに独自の組織を立ち上げ、論文の出版、さらにはウラスとの交流を企てる。

## 書籍情報
邦訳
- 佐藤高子訳、鶴田一郎装画（早川書房、1980年、海外SFノヴェルズ）
- 佐藤高子訳、辰巳四郎装画（早川書房、1986年、ハヤカワ文庫SF、ISBN 4-15-010674-6）

## 関連作品
- ル＝グウィンのSF短編集『風の十二方位』[7]に収録の短編「革命前夜」The Day Before the Revolution (1974)では、オドー主義の語源となったウラスの女性革命家ライア・オドーの晩年(恐らく、死の直前)が描かれている。